# تاكاشي ميوا
تاكاشي ميوا (باليابانية: 三輪隆؛ بالكانا: みわ たかし) هو لاعب كرة قاعدة ياباني، ولد في 1 ديسمبر 1969 في كاشيوا في اليابان.

## وصلات خارجية
- تاكاشي ميوا على موقع الدوري الياباني لكرة القاعدة (الإنجليزية)
- تاكاشي ميوا على موقعبيزبول رفرنس.كوم (الدوري الثانوي) (الإنجليزية)
- تاكاشي ميوا على موقع أوليمبيديا (الإنجليزية)